# Sant Andreu de Gurb
Sant Andreu de Gurb és una església amb elements romànics i neoclàssics situada al municipi de Gurb.

## Descripció

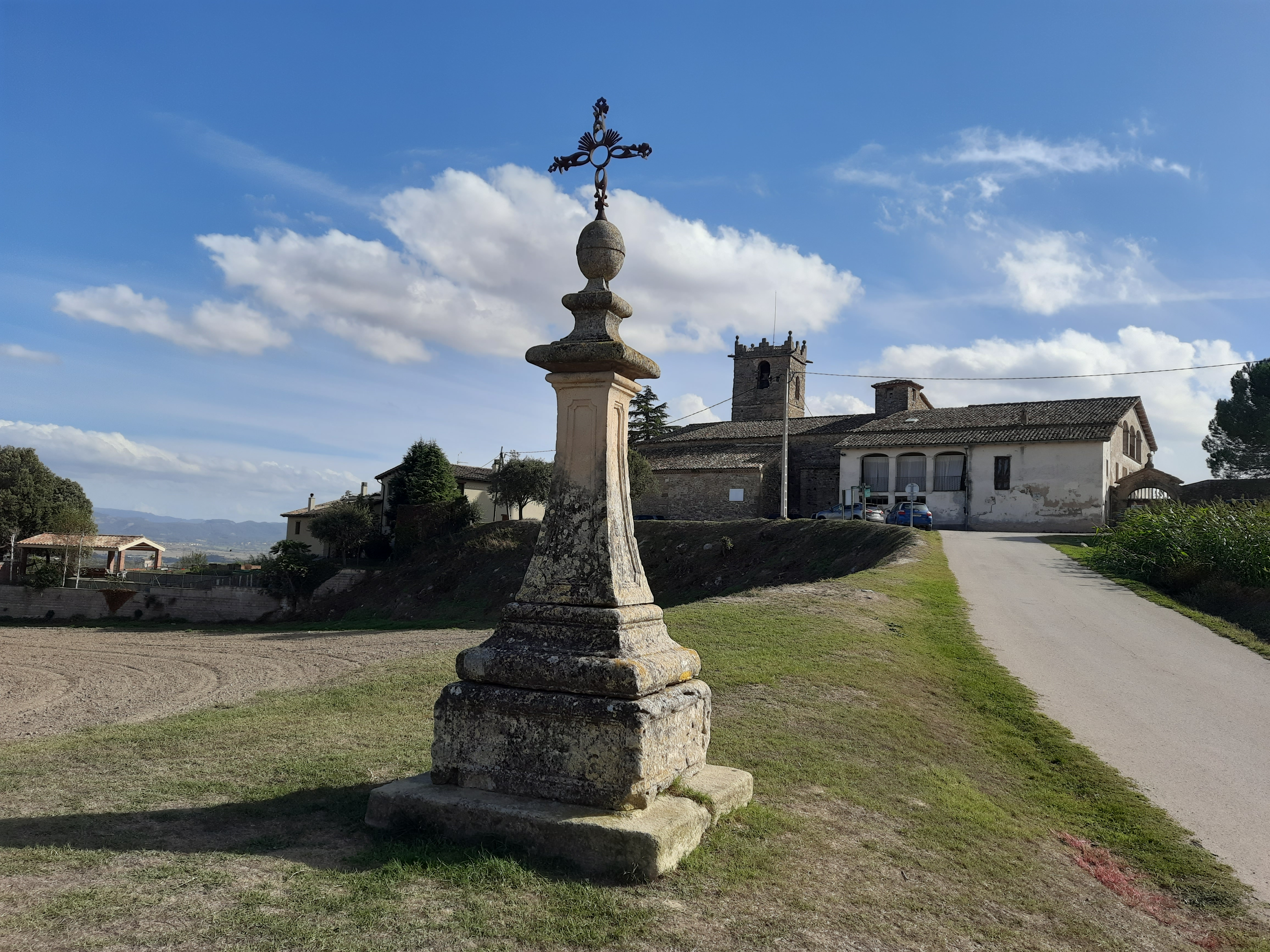
Creu-Pedró

És la parròquia més gran de les quatre que hi ha al terme municipal de Gurb. Està situada al peu mateix del característic turó del castell de Gurb, a 563 m d'altitud. Aquesta església apareix documentada l'any 942 i devia pertànyer primerament als senyors del castell, els vicaris comtals de la família dels Gurb-Queralt, però des del seu inici exercí com a parroquial.
Església molt reformada al llarg dels segles, pel que presenta unes formes molt heterogènies, cada una d'elles vinculada a un sistema constructiu i a una època.
En general té planta de creu llatina amb un absis semicircular a la capçalera i la façana adossada a una de les naus laterals, totalment neoclàssica.
Presenta una torre de defensa inserida als murs del campanar i l'església.
A uns 50 metres al nord-oest de l'església hi ha una Creu-Pedró dels segles XVIII o XIX de grans monòlits de pedra i amb una creu treballada de ferro a dalt.

## Història
L'edifici actual data del segle xii, aprofitant de l'anterior només el campanar preromànic, molt probablement del segle x. L'exterior de l'absis està molt ben conservat. Està format de carreus de pedra sorrenca, ben tallats i disposats ordenadament en filades uniformes. Està il·luminat per una finestra amb un fris emmotllurat. La coberta de la nau es va refer posteriorment amb una volta apuntada i reforçada per uns tímids arcs torals.
Durant els segles xvii i XVIII l'església sofrí importants modificacions: les obertures per les capelles laterals i la sagristia; també la portada que es vestí amb pedra noble a l'estil neoclàssic. Tot l'interior fou decorat amb pilastres i cornises d'execució molt correcta i que confereixen a l'església un aspecte totalment unitari.
L'any 1993 es va retornar a l'absis, al seu lloc originari, els fragments que quedaven de l'altar barroc destruït durant la guerra civil.